# Diecezja Dunedin
Diecezja Dunedin – diecezja Kościoła rzymskokatolickiego w południowej części Nowej Zelandii. Została erygowana 28 listopada 1869 roku na terytorium należącym wcześniej do archidiecezji Wellington. 